# Renato Casarotto

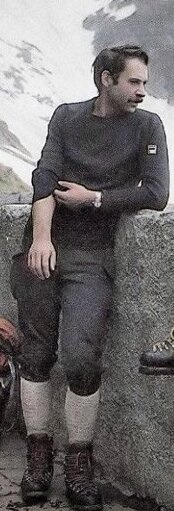

Renato Casarotto (* 15. Mai 1948 in Arcugnano; † 15. Juli 1986 am K2) war ein italienischer Bergsteiger.

## Karriere
Von 1971 bis 1977 unternahm er anspruchsvolle Felsfahrten unter anderem am Sass Maor, Rocchetta Alta, Monte Pelmo, Spiz di Lagunaz, Busazza Parete, Pale di San Lucano und an der Civetta. Keine dieser Touren verlief unter dem 5. Schwierigkeitsgrad nach UIAA. 1975 und 1976 kletterte er mehrere Routen am Huandoy (6395 m) in den Anden.
Im Juni 1977 bestieg er in 16 Tagen den Nevado Huascarán (6768 m), den höchsten Berg Perus. Es handelte sich dabei um die erste Solo-Besteigung und die Erstbegehung der Nordwand-Direttissima an diesem Berg. Im September und Oktober 1978 kletterte er in den USA über den Ostpfeiler und die Südwestwand des El Capitan (2307 m), die Nordwestwand des Half Dome (2693 m) und die Südwestwand am Mount Watkins (2591 m).
Im Januar 1979 gelang ihm die Erstbesteigung des Nordostpfeilers am Fitz Roy (3406 m) im Alleingang. Dieser trägt seitdem den Namen „Casarottopfeiler“. Im Sommer 1979 nahm er an einer Kleinexpedition unter Reinhold Messner am K2 (8611 m) teil, von dem er als technisch bester Kletterer im Team betitelt wurde. Wegen Anzeichen von Höhenkrankheit musste er jedoch vorzeitig aufgeben. Im Sommer 1980 gelangte er über die Nordwestflanke auf den Chopicalqui (6354 m).
Im Winter 1980/1981 versuchte er mit Mario Curnis die Winter-Erstbesteigung des Makalu (8485 m), musste jedoch auf 7400 m umkehren. Eine Winter-Erstbesteigung gelang schließlich erst 2009.
Im Februar 1982 brach er alleine, ohne Funkverbindung und ohne Material- oder Versorgungsdepots zu einer ungewöhnlich harten Besteigung des Mont Blancs auf. Sein 16-tägiger Weg führte über das Val Veny und den Col de l’Innominata auf den Frêneygletscher und von dort zur Aiguille Noire, die er über die Westwand bestieg. Nach Überschreitung des Gipfels seilte er sich über die Nordkante wieder zum Frêneygletscher ab und bestieg den Picco Gugliermina über die Südwestwand. Nach folgender Überschreitung des Peutereygrates durchstieg er den zentralen Frêneypfeiler, seilte sich zum Innominatagrat ab und folgte diesem bis zum Mont Blanc-Gipfel. Der Abstieg erfolgte über den Bossesgrat nach Chamonix.
Im Sommer 1986 unternahm er im Alleingang einen Erstbesteigungsversuch des K2 über den Südsüdwestgrat und erreichte eine Höhe von rund 8300 m, ehe er wegen einer aufziehenden Schlechtwetterfront umkehrte. Beim Abstieg verunglückte er am De-Filippi-Gletscher durch Sturz in eine Gletscherspalte und starb wenige Minuten nach seiner Bergung.